# Agur
Agur (hebrejsky עָגוּר, doslova „Jeřáb“, v oficiálním přepisu do angličtiny Agur) je vesnice typu mošav v Izraeli, v Jeruzalémském distriktu, v Oblastní radě Mate Jehuda.

## Geografie
Leží v nadmořské výšce 222 metrů na pomezí zemědělsky využívané pahorkatiny Šefela a západního okraje zalesněných svahů Judských hor. Severně od obce terén spadá do údolí potoka Nachal ha-Ela. Jižním směrem leží rozsáhlý lesní komplex.
Obec se nachází 28 kilometrů od břehu Středozemního moře, cca 43 kilometrů jihovýchodně od centra Tel Avivu, cca 32 kilometrů jihozápadně od historického jádra Jeruzalému a 10 kilometrů jihozápadně od Bejt Šemeš. Agur obývají Židé, přičemž osídlení v tomto regionu je etnicky převážně židovské.
Agur je na dopravní síť napojen pomocí lokální silnice číslo 353.

## Dějiny
Agur byl založen v roce 1950. Novověké židovské osidlování tohoto regionu začalo po válce za nezávislost tedy po roce 1948, kdy Jeruzalémský koridor ovládla izraelská armáda a kdy došlo k vysídlení většiny zdejší arabské populace.
Zhruba 1 kilometr jihovýhodně od současné židovské osady se do roku 1948 rozkládala velká arabská vesnice Adžur. Poblíž ní se roku 634 odehrála bitva u Adžnádajnu mezi vojsky Byzantské říše a muslimskými Araby. Ve vesnici Adžur stávala soukromá škola Abu al-Hasan a veřejná škola založená roku 1934. Ve vesnici byly dvě mešity, z nichž jedna pocházela z fátimovského období a druhá byla zbudována až za britského mandátu. Kromě toho se zde nacházely další čtyři muslimské svatyně a množství archeologických pozůstatků starších stavebních epoch. Roku 1931 žilo v Adžuru 2917 lidí v 566 domech (včetně osady Chirbat al-Sura). Izraelci byl Adžur dobyt v červenci 1948. Zástavba pak byla z větší části zbořena, s výjimkou tří domu, které stojí do současnosti.
Ke zřízení mošavu Agur došlo 14. června 1950. Šlo o součást jednotně řešeného bloku zemědělských osad v regionu Chevel Adulam. Zakladateli vesnice byli Židé z Jemenu. Ti se zde ale neudrželi a mošav byl dosídlen židovskými imigranty z Kurdistánu. Jméno obce odkazuje na vysídlenou arabskou vesnici Adžur. Zároveň jde o hebrejský výraz pro ptačí druh (jeřáb). Poblíž vesnice se nalézá lokalita se zbytky staveb z byzantského období.

## Demografie
Podle údajů z roku 2014 tvořili naprostou většinu obyvatel v Agur Židé (včetně statistické kategorie "ostatní", která zahrnuje nearabské obyvatele židovského původu ale bez formální příslušnosti k židovskému náboženství).
Jde o menší obec vesnického typu s dlouhodobě rostoucí populací. K 31. prosinci 2014 zde žilo 514 lidí. Během roku 2014 populace stoupla o 4,7 %.
| Rok            | 1961 | 1972 | 1983 | 1995 | 2001 | 2003 | 2004 | 2005 | 2006 | 2007 | 2008 | 2009 | 2010 | 2011 | 2012 | 2013 | 2014 |
| -------------- | ---- | ---- | ---- | ---- | ---- | ---- | ---- | ---- | ---- | ---- | ---- | ---- | ---- | ---- | ---- | ---- | ---- |
| Počet obyvatel | 208  | 305  | 347  | 311  | 312  | 318  | 331  | 342  | 350  | 351  | 350  | 420  | 443  | 465  | 461  | 491  | 514  |